# Sakai (software)
Sakai is een open source elektronische leeromgeving (ELO). Het wordt vooral gebruikt in het hoger onderwijs; tientallen instellingen, waaronder enkele grote universiteiten, gebruiken het als hun campus-brede ELO. De functionaliteit is vergelijkbaar met systemen als Moodle, Smartschool en Blackboard.
Sakai is een webapplicatie: gebruikers benaderen het met hun webbrowser.

## Project
Sakai Project was de naam van het project waarin de Sakai-software tussen 2004 en 2006 is ontwikkeld, een samenwerking van academische instellingen en later ook commerciële softwareondersteuners.
Na het project werd de samenwerking voortgezet in een stichting, de Sakai Foundation, die in 2013 opging in de Apereo Foundation. Die beheert de Sakai-software en ondersteunt de Sakai-gemeenschap, o.a. door bijeenkomsten te organiseren. Een van de participanten en tevens lid van de Apereo Foundation is de Universiteit van Amsterdam.